# Comuna Prîiut, Mahdalînivka
Prîiut (în ucraineană Приют) este o comună în raionul Mahdalînivka, regiunea Dnipropetrovsk, Ucraina, formată din satele Ivanivka, Novospaske, Novovasîlivka, Prîiut (reședința), Taraso-Șevcenkivka, Vesele și Vîșneve.

## Demografie
Componența lingvistică a satului Prîiut
     Ucraineană (93,48%)
     Rusă (5,65%)
     Alte limbi (0,3%)
Conform recensământului din 2001, majoritatea populației satului Prîiut era vorbitoare de ucraineană (93,48%), existând în minoritate și vorbitori de rusă (5,65%).